# شوجو
شوجو (به لاتین: Shuozhou) یک شهر مرکزی در جمهوری خلق چین است که در شانشی واقع شده‌است.

## خصوصیات
شوجو ۱۰٬۶۶۲ کیلومترمربع مساحت و ۱٬۷۱۴٬۸۵۷ نفر جمعیت دارد.